# سده ۱۳ (میلادی)
سده ۱۳ میلادی یا قرن سیزدهم (میلادی) در تقویم گریگوری به فاصله سالهای ۱۲۰۱ تا ۱۳۰۰ میلادی گفته می‌شود. این سده بخشی از قرون وسطی به حساب می‌آید. به قدرت رسیدن چنگیزخان و تسخیر بخش بزرگی از جهان متمدن آن روز توسط امپراتوری مغول مهم‌ترین شاخصه این سده است.
| سده‌ها: | سده ۱۲ - سده ۱۳ - سده ۱۴                          |
| دهه‌ها: | ۱۲۰۰ ۱۲۱۰ ۱۲۲۰ ۱۲۳۰ ۱۲۴۰ ۱۲۵۰ ۱۲۶۰ ۱۲۷۰ ۱۲۸۰ ۱۲۹۰ |

## رویدادها
- ۱۲۰۶ اتحاد اقوام مغول به رهبری تموچین.
- ۱۲۹۱ پایان جنگ‌های صلیبی بین مسیحیان و مسلمانان.

## شخصیت‌ها
- چنگیزخان مغول
- مارکو پولو
- کوبلای‌خان مغول
- سعدی شاعر پارسی گوی
- فرانسیس قدیس عارف، زاهد، قدیس و شاعر مسیحی

## دهه‌ها و سال‌ها
‎